# Rimae Daniell
Rimae Daniell – grupa rowów  na powierzchni Księżyca o średnicy około 200 km. Znajduje się na obszarze Lacus Somniorum na współrzędnych selenograficznych ☾ 37,0°N 26,0°E/37,000000 26,000000. Nazwa tego systemu kanałów została nadana w 1964 roku przez Międzynarodową Unię Astronomiczną i pochodzi od pobliskiego krateru Daniell.